# Hartmut Ilsemann
Hartmut Ilsemann (* 18. Dezember 1944 in Wackerfeld, Schaumburg-Lippe) ist ein deutscher Anglist. Er lehrte bis zu seiner Pensionierung im Wintersemester 2009/2010 an der Leibniz Universität Hannover englische Literatur- und Kulturwissenschaft.

## Leben und Werk
Ilsemann besuchte das Ratsgymnasium in Stadthagen und studierte von 1967 bis 1971 Anglistik, Geographie sowie Pädagogik und Philosophie an den Universitäten in Hannover und Bristol in Großbritannien.
Nach dem Staatsexamen und seiner Promotion zum Dr. phil. über den Einfluss von Puritanismus und Pragmatismus auf die Essays und Romane von Charles Percy Snow war er seit 1982 gemäß NHG mit Professorenaufgaben in Lehre und Forschung betraut. Seine Forschungen konzentrierten sich auf die Theorie und Analyse des Dramas mit zunehmender Spezialisierung auf quantitativ statistische Ansätze, die zum Teil in Webpages wie  Shakespeare Statistics und dem Dramenanalyseprogramm IDAP (Internet Drama Analysis Programme) ihren Niederschlag fanden. 2005 entdeckte er, dass die Frequenz der Replikenlängen im Werk Shakespeares sich um 1599 entscheidend wandelte, was weitreichende Forschungen von MacDonald P. Jackson, Pervez Rizvi, Kim Colyvas, Gabriel Egan und Hugh Craig auslöste. Beachtung fand sein stilometrischer Nachweis, dass eine Reihe apokrypher Dramentexte des ausgehenden 16. Jahrhunderts von Shakespeare verfasst worden sind und die verlorenen Jahre in der Biographie Shakespeares nicht mehr als unsicher gelten. Das Werk Christopher Marlowes sah er hingegen nur in den beiden Tamerlan-Teilen und dem apokryphen Drama Locrine bestätigt. In einer seiner letzten Veröffentlichungen Wer schrieb Shakespeare und was schrieb Shakespeare wirklich? wies er mit den kombinierten Methoden von Rolling Delta, Rolling Classify und General Imposters nach, dass William Shakespeare eine Lern- und Lehrzeit als Dramatiker durchlaufen hat, die bis in die frühen 1580er Jahre zurückreichte, kollaborativ mit Samuel Rowley und Thomas Kyd verbunden war sowie mit den Theatertruppen der Queen’s Men, des Lord Strange und des Earl of Pembroke.

## Ausgewählte Schriften
- Charles Percy Snow: der Einfluss von Puritanismus und Pragmatismus auf Essay und Roman. Dissertation. Hannover 1975, DNB 760605238.
- Shakespeare Disassembled – Eine quantitative Analyse der Dramen Shakespeares. Peter Lang, Frankfurt am Main / Berlin / Bern / New York / Paris / Wien 1998, ISBN 3-631-32756-0.
- Radicalism in the Melodrama of the Early Nineteenth Century. In: Michael Hays, Anastasia Nikolopoulos (Hrsg.): Melodrama: The Cultural Emergence of a Genre. St. Martin’s Press, New York 1996, ISBN 0-312-12692-1, S. 191–210.
- William Shakespeare: Dramen und Apokryphen – Eine stilometrische Untersuchung mit R. Shaker, Aachen 2014, ISBN 978-3-8440-3096-9.
- Phantom Marlowe: Paradigmenwechsel in Autorschaftsbestimmungen des englischen Renaissancedramas. Shaker, Düren 2020, ISBN 978-3-8440-7412-3.
- Tod in Oxford: Tagungsbericht über die Autorschaftsdebatte. Books on Demand, Norderstedt 2021, ISBN 978-3-7534-5819-9.
- Survey of English Literature and Culture. Books on Demand, Norderstedt 2021, ISBN 978-3-7534-4304-1.
- Wer schrieb Shakespeare und was schrieb Shakespeare wirklich? Shaker, Düren 2023, ISBN 978-3-8440-9249-3.